# 우스이군

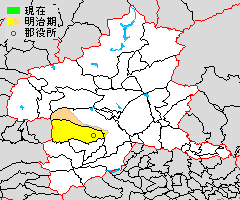
군마현 우스이군의 범위 (연노랑: 후에 다른 군에 편입된 구역)

우스이군(碓氷郡)은 일본 군마현(고즈케국)에 있던 군이다.

## 군역

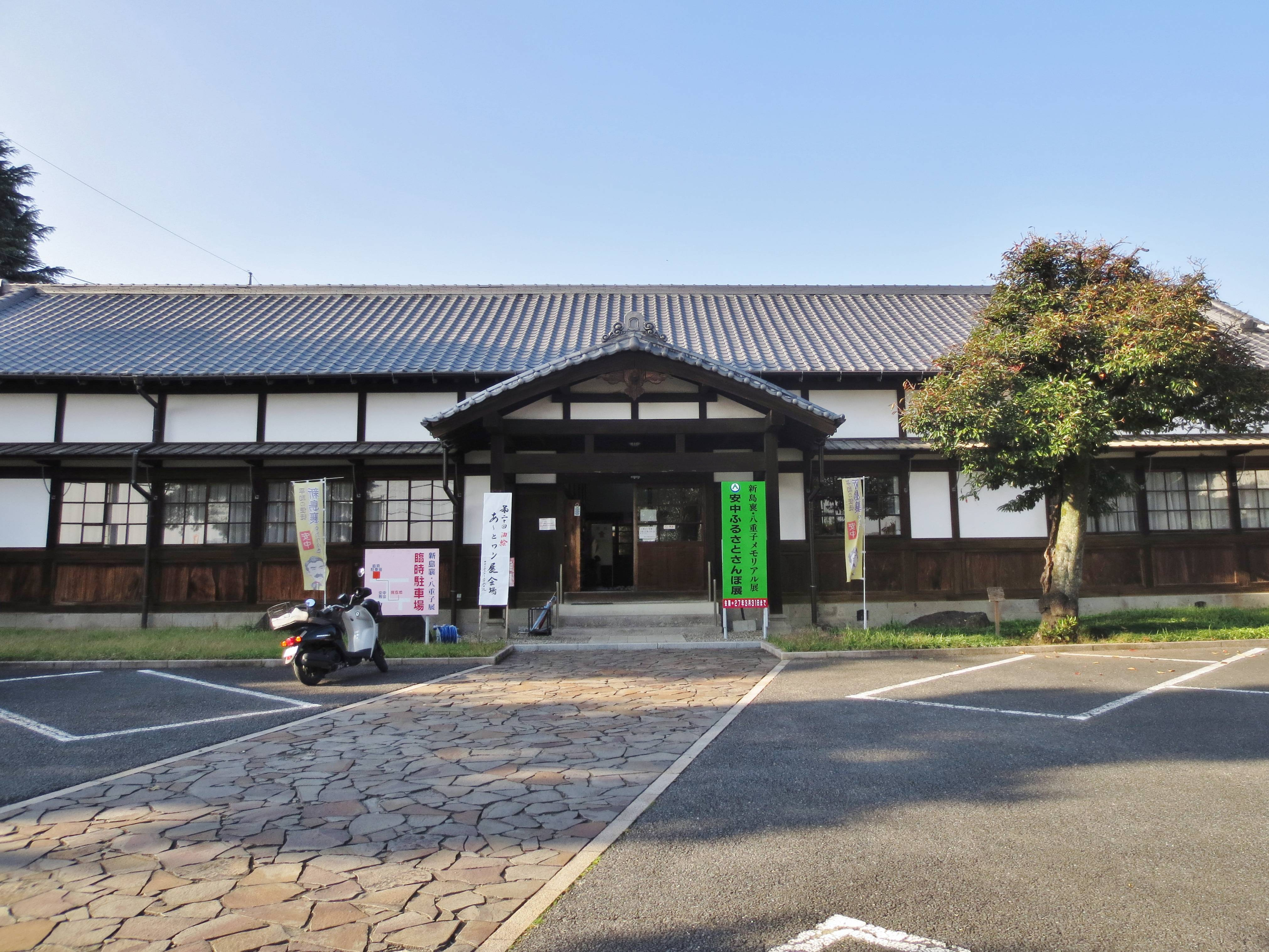
옛 우스이군청(안나카시)

1878년에 행정 구역으로 발족 당시의 군역은 현재의 행정 구역으로 아래 구역에 해당한다.
- 다카사키시의 일부
- 안나카시의 대부분

## 역사
- 1878년 12월 7일 - 군구정촌 편제법이 군마현에서 시행되면서 행정 구역으로서의 우스이군이 발족.

- 1889년

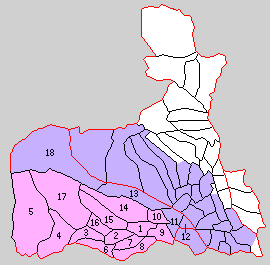
1.안나카정 2.하라이치정 3.마쓰이다정 4.우스이촌 5.사카모토정 6.니시요코노촌 7.이소베촌 8.히가시요코노촌 9.이와노야촌 10.이타하나정 11.가와마촌 12.도요오카촌 13.사토미촌 14.아키마촌 15.고칸촌 16.쓰쿠모촌 17.호소노촌 18.우부치촌 (보라:다카사키시 분홍:안나카시)

  - 4월 1일 - 정촌제 시행으로, 아래의 정촌이 발족. 따로 적은 경우 외는 현 안나카시.(5정 13촌)
    - 안나카정(安中町)
    - 하라이치정(原市町)
    - 마쓰이다정(松井田町)
    - 우스이촌(臼井村)
    - 사카모토정(坂本町)
    - 니시요코노촌(西横野村)
    - 이소베촌(磯部村)
    - 히가시요코노촌(東横野村)
    - 이와노야촌(岩野谷村)
    - 이타하나정(板鼻町)
    - 가와마촌(川間村): 현 다카사키시
    - 도요오카촌(豊岡村): 현 다카사키시
    - 사토미촌(里見村): 현 다카사키시
    - 아키마촌(秋間村)
    - 고칸촌(後閑村)
    - 쓰쿠모촌(九十九村)
    - 호소노촌(細野村)
    - 우부치촌(烏淵村): 현 다카사키시

  - 12월 22일 - 가와마촌이 야와타촌(八幡村)으로 개칭.
- 1890년 3월 1일 - 우스이촌이 정제 시행으로 우스이정(臼井町)이 됨.(6정 12촌)
- 1936년 7월 1일 - 이소베촌이 정제 시행으로 이소베정(磯部町)이 됨.(7정 11촌)
- 1954년 5월 3일 - 마쓰이다정·우스이정·사카모토정·니시요코노촌·쓰쿠모촌·호소노촌이 합병하여, 새로이 마쓰이다정이 발족.(5정 8촌)
- 1955년
  - 1월 20일 - 도요오카촌·야와타촌이 다카사키시에 편입.(5정 6촌)
  - 2월 1일(5정 4촌)
    - 사토미촌이 군마군 무로다정거ㅣ 힙뱡히야 군마군 하루나정(현 다카사키시)이 발족, 군에서 이탈.
    - 우부치촌이 군마군 구라타촌과 합병하여 군마군 구라부치촌(현 다카사키시)이 발족, 군에서 이탈.

  - 3월 1일 - 안나카정·하라이치정·이소베정·이타하나정·히가시요코노촌·이와노야촌·아키마촌·고칸촌이 합병하여, 새로이 안나카정이 발족.(2정)
- 1958년 11월 1일 - 안나카정이 시제 시행으로 안나카시(安中市)가 되어, 군에서 이탈.(1정)
- 2006년 3월 18일 - 마쓰이다정이 안나카시와 합병하여, 새로이 안나카시가 발족. 이날 우스이군은 소멸. 군마현 냐에서 1896년 군 개편 이후 처음으로 소멸된 군이다.

## 참고 문헌
- 군마현 우스이군 편 (1923). 《우스이군지》. 우스이군.
- 《가도카와 일본 지명 대사전》 편집위원회, 편집. (1988년 6월 1일). 《가도카와 일본 지명 대사전》. 10 군마현. 가도카와 쇼텐. ISBN 4040011007.